# Prado (Tolima)
Prado est une municipalité colombienne située dans le département de Tolima.